# Йонссон, Ян
Ян Андерс Йёнссон (швед. Jan Jönsson, 24 мая 1960 года) — шведский футболист, выступавший на позиции защитника. По завершении игровой карьеры стал тренером.

## Клубная карьера
Четырнадцать лет своей профессиональной карьеры провел в шведском клубе «Хальмстад», с которым становился чемпионом Швеции в 1979 году. В конце карьеры выступал в Японии за «Санфречче Хиросима» и «Виссел Кобе».

## Тренерская карьера
Начал карьеру тренера в 1993, став в «Санфречче Хиросима» помощником Стюарта Бакстера, с которым был знаком по работе в «Хальмстаде». Вслед за Стюартом в 1995 перешёл в «Виссел Кобе», где проработал до 1997.
В 2001 году стал главным тренером «Ландскруна». Йёнссон в первый же сезон вывел «Ландскруну» в Аллсвенскан.
В 2005 Ян подписал контракт с норвежским «Стабеком», с которым добился наибольших успехов: вывел команду в Типпелигу, а в 2008 выиграл чемпионат Норвегии.
В 2011 году Ян Йёнссон становится главным тренером «Русенборга». Однако результаты его работы (2 третьих места за 2 года) не удовлетворили руководство клуба, и он был уволен 7 декабря 2012 года.
С 2013 года является главным тренером «Олесунн».

## Достижения

### Как игрок
«Хальмстад»
- Чемпион Швеции: 1979
- Обладатель Кубка Интертото: 1980

### Как тренер
«Стабек»
- Победитель Адекколиги: 2005
- Чемпион Норвегии: 2008
- Обладатель Суперкубка Норвегии: 2009